# Brotas de Macaúbas
Brotas de Macaúbas, amtlich Município de Brotas de Macaúbas, ist eine Gemeinde im Bundesstaat Bahia, Brasilien. Im Jahr 2021 lebten schätzungsweise 10.705 Menschen in Brotas de Macaúbas.

## Bevölkerungsentwicklung
| Jahr | Einwohner |
| ---- | --------- |
| 2010 | 10.717    |
| 2021 | 10.705    |

## Söhne und Töchter der Stadt
- Milton Santos (1926–2001), Geograph